# AIK Fotboll
O Allmänna Idrottsklubben, vulgarmente conhecido como AIK ( PRONÚNCIA), é um clube poliesportivo sueco, que tem no futebol sua atividade mais emblemática. 

Sua sede fica na cidade de Solna, subúrbio ao norte de Estocolmo.
 
As cores do seu equipamento são: camisola (br: camiseta) preta e calção branco.

Disputa os seus jogos em casa no estádio Friends Arena , com capacidade para 50 000 pessoas.

O clube foi fundado em 1891.

Participou pela primeira vez no Campeonato Sueco de Futebol (Allsvenskan) em 1924/25.                          

É um dos maiores clubes de futebol do país, tendo vencido várias vezes o Campeonato da Suécia (Allsvenskan) e a Copa da Suécia (Svenska cupen). 

Atualmente (2025) disputa o Allsvenskan, a primeira divisão de futebol da Suécia.                                

Para além da atividade futebolística, o clube é igualmente conhecido por sua seção de hóquei no gelo - chamada AIK Ishockey.

## Histórico
O AIK foi originalmente fundado em Estocolmo, em 1891, por Isidor Behrens. Posteriormente, o clube foi transferido para o subúrbio de Solna, em 1937.

## Estádio
A equipa de futebol do AIK tem como estádio a arena desportiva municipal de Friends Arena, propriedade do Município de Solna.

Até dezembro de 2012, o clube disputava seus jogos no Estádio Råsunda, em Solna. O seu último jogo foi entre o próprio AIK e o Napoli da Itália, com o a vitória da equipa italiana por 2 a 1, tendo o gol da vitória sido marcado de pênalti por Edinson Cavani.

## Títulos
Atualizado a 24 de setembro de 2023

O AIK conquistou vários títulos durante a sua história desportiva:
- Campeonato Sueco: 6

(1931–32, 1936–37, 1983, 1998, 2009, 2018).
- Campeonato de Futebol da Suécia (1896–1925): 6

(1900, 1901, 1911, 1914, 1916, 1923).
- Copa da Suécia: 8

(1949, 1950, 1976, 1985, 1996, 1997, 1999 e 2009).
- Supercopa da Suécia: 1

(2010).

## Uniformes

### 1º Uniforme
| 2020 | 2019 | 2018 | 2016–2017 | 2014–2015 | 2012–2013 | 2010–2011 |

### 2º Uniforme
| 2020 | 2019 | 2018 | 2016–2017 | 2014–2015 | 2012–2013 | 2010–2011 |

### 3º Uniforme
| 2020 | 2019 | 2018 | 2016–2017 | 2010–2011 |

### Material esportivo e patrocinadores
| Período   | Fornecedor esportivo | Patrocinador (peito)                        |
| --------- | -------------------- | ------------------------------------------- |
| 1975–77   | Adidas               | Nenhum                                      |
| 1978–80   | Puma                 | Nenhum                                      |
| 1981      | Hummel               | Eldorado (marca de mercearia)               |
| 1982–84   | Umbro                | BPA (instalação técnica)                    |
| 1985–88   | Nike                 | BPA or Första Sparbanken (empresa bancária) |
| 1989–90   | Puma                 | Folksam (seguradora)                        |
| 1991      | Puma                 | Folksam or Kombilott (loteria)              |
| 1992      | Puma                 | Folksam or Trippellott (loteria)            |
| 1995–96   | Puma                 | Scandic (rede de hotéis)                    |
| 1997      | Puma                 | Hyundai (montadora)                         |
| 1998–2016 | Adidas               | Åbro (cervejaria)                           |
| 2017      | Adidas               | Hjärt-Lungfonden (caridade)                 |
| 2017      | Adidas               | Åbro (cervejaria)                           |
| 2018–     | Nike                 | Notar (agente imobiliário)                  |